# Försvinnarna
Försvinnarna är Jerker Virdborgs andra roman, publicerad  2005. Huvudpersonen i boken heter Jerker, är författare, bor i Stockholm och kommer från Lindome, precis som Virdborg själv. Av en tillfällighet får Jerker reda att en barndomskamrat spårlöst försvunnit en dag från den högskola han studerade på. Han söker i sina barndomsminnen och miljöer efter spår efter kamraten. 
Försvinnarna är en berättelse om vardagens tomma rum. I ramberättelsen har två större dokumentära skildringar sprängts in. Den ena handlar om det bostadsprojekt i Hansta norr om Stockholm som planlades under 1960-talet och som endast det första spadtagen vittnar om idag. Den andra handlar om det enorma nät av kulvertar, kallad för UTAN, som finns under Stockholms innerstad och som anlades för att på minuter kunna evakuera hela staden i händelse av krig.
Boken har uppenbara likheter med Virdborgs tidigare författarskap.  Skildringarna av odefinierbara hot är ett genomgående tema. Försvinnarna är dock något av en mellanbok i Virdborgs produktion. Svart krabba prisbelöntes och den efterföljande Mannen på Trinisla rönte stor uppmärksamhet, medan Försvinnarna passerade mer obemärkt.  